# Harald Friedrich (Physiker)
Harald Friedrich (* 19. Mai 1947 in Berlin; † 29. Januar 2017) war ein deutscher Physiker, der sich mit Theoretischer Atomphysik befasste.

## Werdegang
Friedrich wuchs in Australien auf, studierte an der Universität Kiel und der Universität Freiburg Physik. Er wurde 1975 an der Universität Münster mit einer Arbeit über Mikroskopische Beschreibung der Streuung von leichten und mittelschweren Kernen promoviert und war als Post-Doktorand an der Universität Oxford. 1980 habilitierte er sich an der Universität Münster und war 1981 bis 1983 als Heisenberg-Stipendiat am Caltech. Er lehrte an den Universitäten München und Tübingen, bevor er 1987 Professor an der TU München wurde.
Er war unter anderem Gastwissenschaftler am Institut für Theoretische Atomphysik des Harvard-Smithsonian Center for Astrophysics und an der Australian National University in Canberra.
Friedrich befasste sich anfangs mit Theoretischer Kernphysik, bevor er zur Atomphysik wechselte. Hier befasste er sich – teilweise mit seinem Doktoranden Dieter Wintgen – seit den 1980er Jahren mit Quantenchaos-Phänomenen in hochangeregten Atomen und deren semiklassischer Behandlung. Er ist auch durch ein Lehrbuch der Theoretischen Atomphysik bekannt.

## Schriften
- mit J. Trost: Working with WKB waves far from the semiclassical limit. In: Physics Reports. Band 397, 2004, S. 359–449.
- mit G. Jacoby und C. G. Meister: Quantum reflection by Casimir-van der Waals potential tails. In: Physical Review A. Band 65, 2002, S. 032902.
- mit D. Wintgen: The hydrogen atom in a uniform magnetic field  — an example of chaos. In: Physics Reports. Band 183, 1989, S. 37–79.
- mit B. Buck und C. Wheatley: Local potential models for the scattering of complex nuclei. In: Nuclear Physics A. Band 275, 1977, S. 246–268.
- Theoretische Atomphysik. Springer, Berlin 1990, ISBN 3-540-52982-9, 2. Auflage, 1994, ISBN 978-3-540-58267-0.
  - englische Ausgabe: Theoretical Atomic Physics. Springer, Berlin 1991, ISBN 3-540-54179-9; 4. Auflage, 2017, ISBN 978-3-319-47767-1.
- mit Bruno Eckhardt (Hrsg.): Classical and semiclassical quantum dynamics in atoms. (= Lecture Notes in Physics. 485). Springer, Berlin 1997, ISBN 3-540-63004-X.
- Mikroskopische Beschreibung der Streuung von leichten und mittelschweren Kernen, [Münster] 1974 DNB 751203076 (Dissertation Universität Münster (Westfalen), Fachbereich Physik, 1974, 99 Seiten).